# Леопардов гекон
Леопардовият гекон (Eublepharis macularius) е нощен гущер от семейство Геконови, обитаващ пустините на Централна Азия, Пакистан и Индия. За разлика от повечето гекони, леопардовият гекон притежава подвижни клепачи. Размерите на един новоизлюпен леопардов гекон са от 6,5 до 8,4 cm при тегло около 3 грама, докато възрастните гекони са около 20,5 до 27,5 cm и тежат около 45 – 180 грама (в домашни условия). Продължителността на живота им е средно 20 години.
Леопардовият гекон е описан за първи път от зоолога Едуард Блит през 1854 г.

## Разпространение и местообитание
Леопардовите гекони предпочитат скалистите, сухи и пустинни райони на Афганистан, Пакистан, северозападна Индия и части от Иран. Зимните температури в тези области може да бъдат доста ниски, под 10 °C, принуждавайки животните да спят полузимен сън. Като нощни създания, за да избегнат високите дневни температури, те прекарват деня, скрити под камъни или в дупки, а по здрач излизат, за да се хранят чрез лов на насекоми. Този вид гекони са самотни и обикновено не живеят с други себеподобни.

## Хранене
Леопардовите гекони се хранят с червеи, щурци, молци, паяци, мравки и други насекоми. Когато храната е оскъдна в пустинята, те могат да разчитат на своята способност за съхранение на излишната мазнина в опашките си.